# Kapucinusok katakombája
A Kapucinusok katakombája (olaszul: Catacombe dei Cappuccini), egy katakomba, amely Palermóban található, a Szűz Mária-templom (Chiesa di Santa Maria della Pace). Manapság kísérteties atmoszférájával, a város egyik legismertebb turisztikai vonzereje.

## Történelme
A 16. századra a palermói Kapucinusok kolostorának temetője kinőtte magát, emiatt a kapucinus szerzetesek földalatti kriptákat kezdtek nyitni.  Az idők során a rend lehetőséget biztosított holttestek mumifikálására, amikben busás adományok fejében elsősorban a szicíliai előkelőségek részesültek.
A katakombát 1880-ban zárták be, majd az 1920-as és 1930-as években újra temetések helyszínéül szolgált. Ekkor temették el, 1920-ban a kétéves Rosalia Lombardót, aki spanyolnátha okozta vérzéses tüdőgyulladásban vesztette életét.

## Galéria

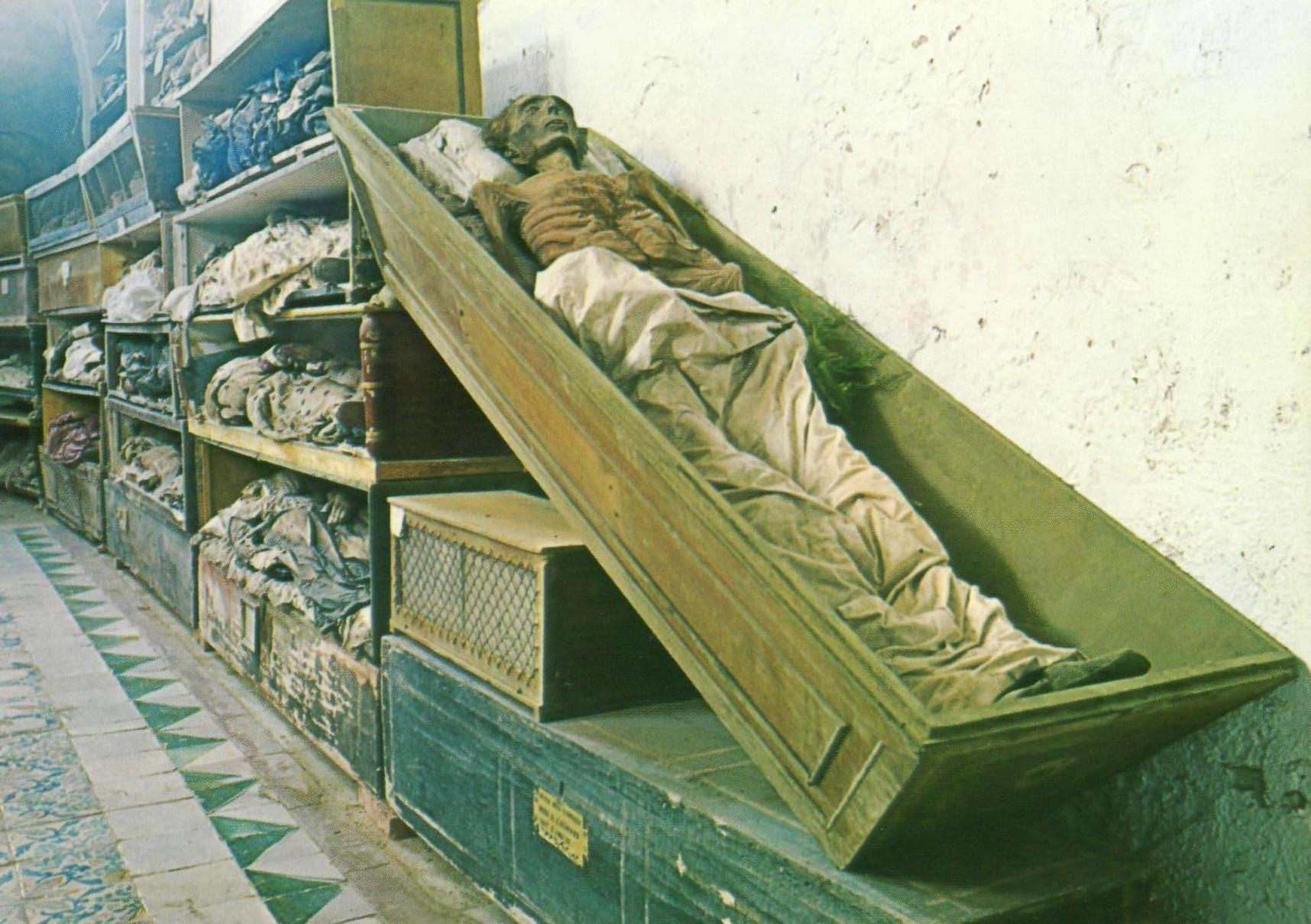
Új korridor
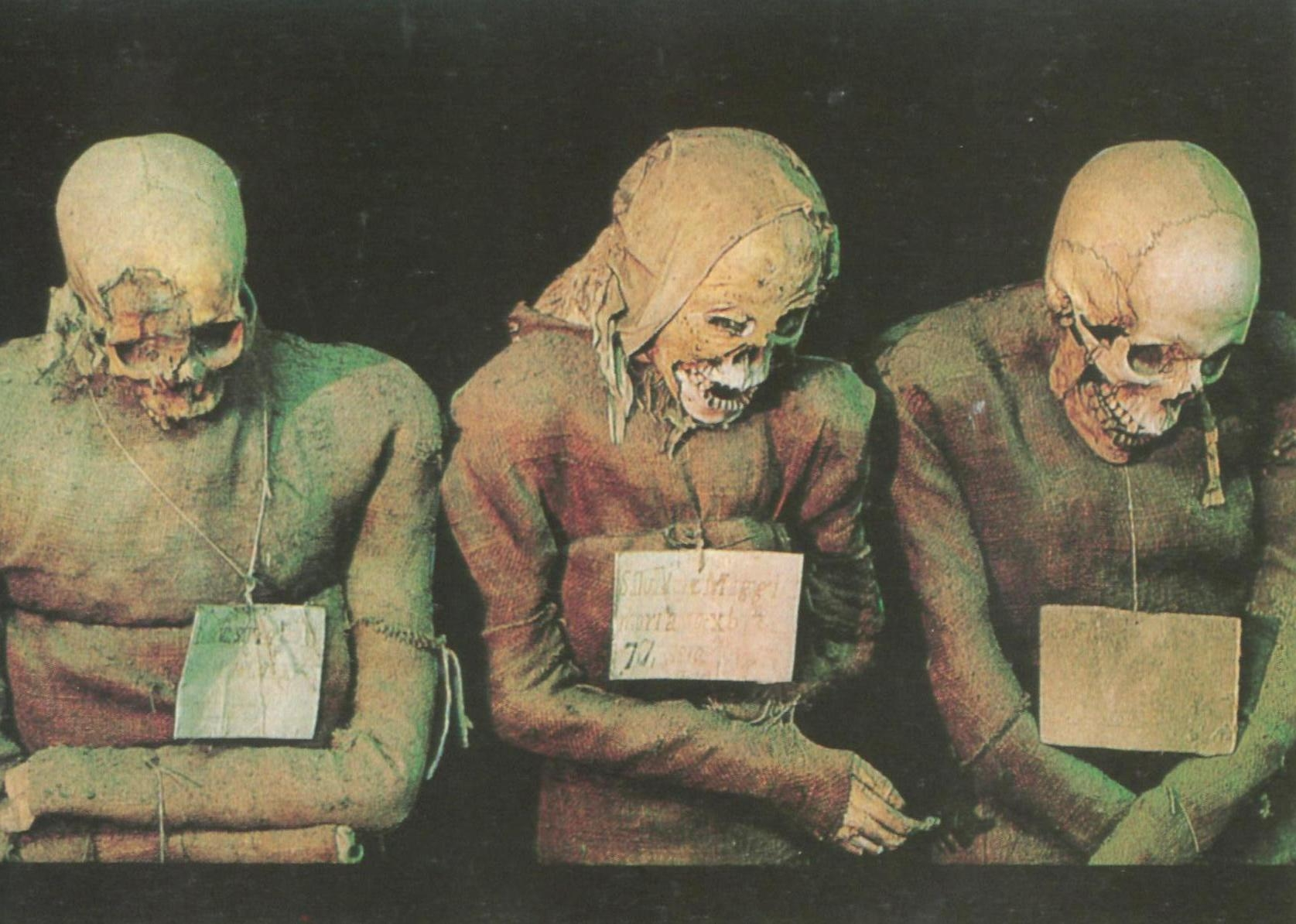
Szerzetesek korridorja
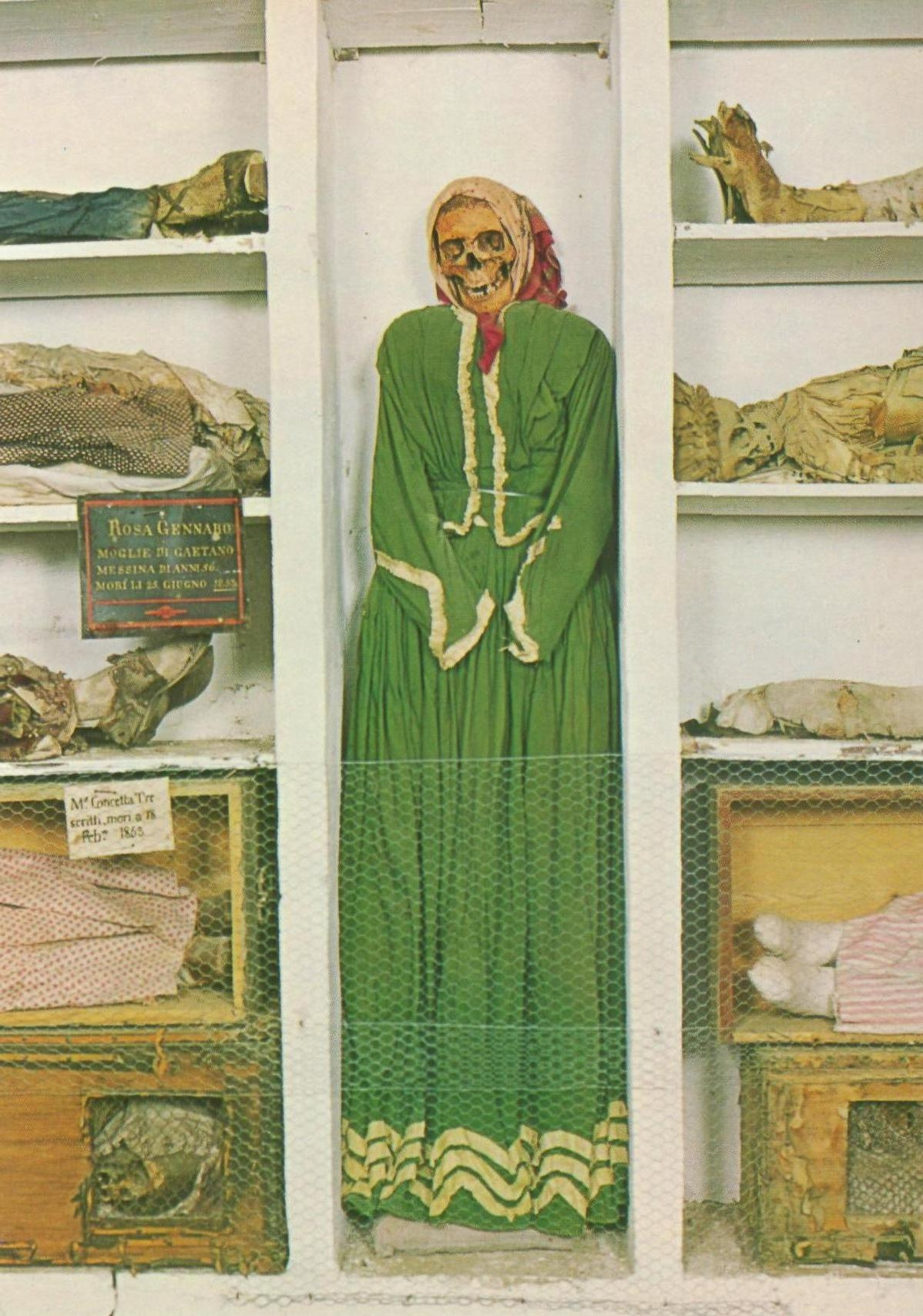
Női korridor